# Попов, Пётр Акимович
Пётр Акимович Попов (1904 — 1966) — советский разведчик, генерал-майор.

## Биография
Родился в русской семье крестьян. Окончил городское училище в 1917. В РККА с 1918, участвовал в Гражданской войне с 1919 по 1922 на Южном фронте и Северном Кавказе, воевал против войск А. И. Деникина и П. Н. Врангеля, боролся с бандитизмом. С ноября 1918 по апрель красноармеец 84-го кавалерийского полка. С февраля 1923 командир отделения, помощник командира взвода 20-го Сальского полка. С сентября 1926 по октябрь 1927 командир взвода 38-го кавалерийского полка. С октября 1927 по ноябрь 1931 начальник химической службы 37-го кавалерийского полка 7-й кавалерийской дивизии, затем по июль там же помощник начальника штаба. С июля 1932 по сентябрь 1933 помощник начальника 6-го отдела штаба Белорусского военного округа.
С 1922 по 1923 обучался на командных курсах в Ростове-на-Дону, с 1924 по 1926 в Объединённой Киевской школе имени С. С. Каменева, с ноября 1927 по август 1928 на Химических КУКС, с 1933 по 1936 на Восточном факультете Военной академии имени М. В. Фрунзе. Владел английским и японским языками. Член ВКП(б) с 1929. 
С марта 1936 по июль 1938 в распоряжении РУ ГШ РККА, направлен по обмену на стажировку в Японскую императорскую армию. Секретный уполномоченный 2-го (восточного) отдела с июля по сентябрь 1938, заместитель начальника, начальник 1-го отделения (Япония, Корея) того же отдела с сентября 1938 по август 1940, заместитель начальника 3-го отдела с августа 1940 по июнь 1941, с июня 1941 заместитель начальника 4-го отдела. С июля 1943 по октябрь 1945 заместитель начальника штаба по разведке и одновременно начальник разведывательного отдела штаба Забайкальского фронта.
С 21 ноября 1945 по 24 нюня 1947 возглавлял разведывательный отдел штаба Забайкальско-Амурского военного округа. С 27 июня 1947 по июль 1949 возглавлял разведывательное управление штаба командующего войсками Дальнего Востока. До августа 1950 обучался в Военной академии Генерального штаба, после чего до марта 1952 находился в распоряжении Главного разведывательного управления. С марта 1952 по 30 декабря 1955 начальник отдела разведки, на курсах повышения квалификации офицеров разведки, и также заместитель начальника 5-го управления ГРУ. После чего вышел на пенсию. Похоронен на Головинском кладбище.

### Звания
- красноармеец (1918);
- полковник (26 ноября 1939);
- генерал-майор (22 апреля 1944).

### Награды
- орден Кутузова II степени (1945);
- орден Красной Звезды (1944);
- юбилейная медаль «XX лет РККА» (1938);
- ещё медали.